# Cardo (producteur)
Pour les articles homonymes, voir Cardo.
Cardo, de son vrai nom Ronald LaTour, né le 24 septembre 1984 à Saint Paul, dans le Minnesota est un producteur et disc jockey américain.

## Discographie

### Album studio
- 2018 : Lost in a World